# Montagne d'Âge
La montagne d'Âge est une montagne de France située dans le département de la Haute-Savoie, au nord-ouest d'Annecy.

## Géographie
La montagne d'Âge est située au nord-ouest d'Annecy, au nord des gorges du Fier, sur les territoires des communes de Poisy à l'est, Lovagny au sud, Nonglard au sud-ouest et Sillingy au nord-ouest. S'étirant sur cinq kilomètres de longueur pour deux kilomètres de largeur, elle culmine à 670 mètres d'altitude.
La montagne d'Âge appartient géologiquement au chaînon jurassien du Salève tout comme la montagne de la Mandallaz située au nord-nord-est. Passant entre les montagnes d'Âge et de la Mandallaz, la faille du Vuache a créé un décrochement senestre qui a décalé les deux monts. Du fait de sa position géographique, elle est parfois rattachée aux Préalpes.

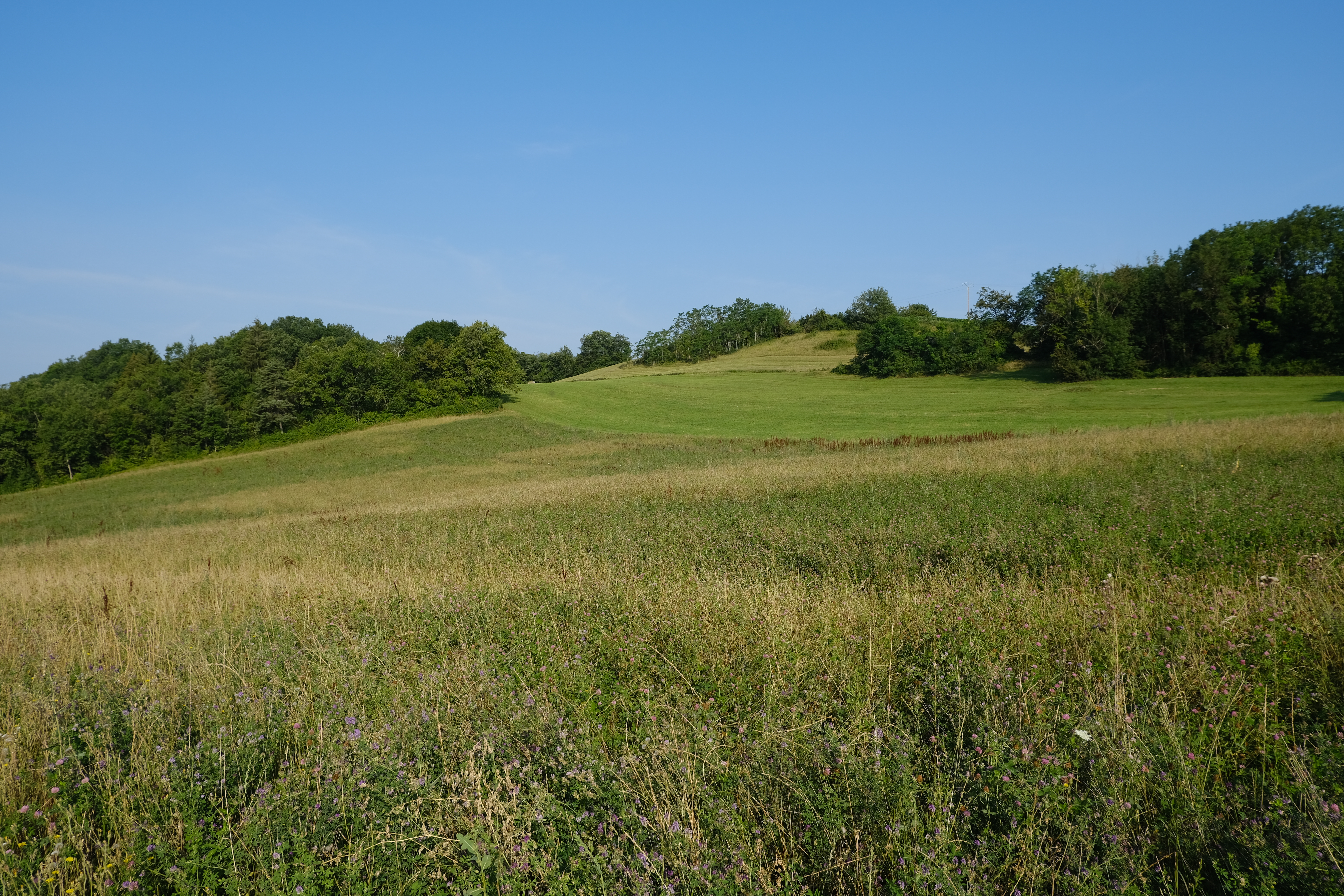
Paysage de la montagne d'Âge à Lovagny.